# Швец, Николай Александрович
Николай Александрович Швец (1916—1999) — советский и российский архитектор. Заслуженный архитектор РСФСР (1986).

## Биография
Николай Швец родился 30 мая 1916 года в селе Ольшанка (ныне Чернянский район Белгородской области). В 1932 году поступил в архитектурный техникум. В 1936—1941 годах учился в Московском архитектурном институте. Принимал участие в Великой Отечественной войне. Служил инженером по фортификации, инженером начальником укрепрайона, старшим инженером строительного отряда.
С 1946 года работал в московских архитектурных мастерских. С 1951 года — главный архитектор проектов мастерской № 5 «Моспроекта». Позднее работал в управлении «Моспроект-3». В 1978 году перешёл на работу в «Моспромпроект», работал в должности главного архитектора мастерской № 2.
Н. А. Швец был одним из авторов проектов жилых домов района Песчаных улиц, в том числе в квартале на улице Левитана. Также по проектам Н. А. Швеца дома строились в кварталах Измайлова, в районе Волхонка-ЗИЛ, в Кожухове, в Черёмушках. Он строил жилые дома на Варшавском и Каширском шоссе, Кутузовском и Ленинградском проспектах, на Спиридоновке, Садовой-Триумфальной улицу и улице 8 Марта. По его проектам возводились жилые дома Люсиновской улице с продовольственными и промтоварными магазинами и на Дубининской улице с магазинами и почтовым отделением. Спроектировал дачный посёлок в Назарьеве с магазинами и клубом. Входил в состав авторского коллектива, проектировавшего гостиницу «Интурист». К середине 1980-х годов в домах, построенных в Москве при участии Н. А. Швеца, проживало более 100 тысяч человек.
Среди работ Н. А. Швеца получили известность дома серии «6». Проектируя жилые дома, он отрабатывал новые панельные и блочные конструкции, варианты облицовки керамической плиткой. Впервые в Москве осуществил планировку малогабаритных квартир с высотой этажа 3 метра.
В 1970-х годах Н. А. Швец посвятил себя промышленной архитектуре. Разработал проект реконструкции заводов Карачаровского электродного и «Физэлектроприбор». Спроектировал и построил мусоросжигательные заводы в Коровине и Бирюлёве, разрабатывал проект строительства мусороперерабатывающего завода в Мытищенском районе. Строил базы механизации, фабрики-прачечные, плодоовощные базы, заводы по переработке продуктов, районные тепловые станции. В частности, под руководством Н. А. Швеца построен комплекс фирмы «Колосс», изготавливавший первые в СССР картофельные чипсы, районная теплоэлектростанция в Солнцеве, Дзержинская плодоовощная база.
Член КПСС с 1944 года. Член Союза архитекторов СССР с 1947 года. Избирался партгруппоргом правления Московского отделения Союза архитекторов.
Умер 26 июня 1999 года.

## Награды и звания
- Заслуженный архитектор РСФСР (1986)[2]
- Орден «Знак Почёта» (1957)[3]
- Орден Отечественной войны II степени (1985)[1]